# Дом с ракушками
Дом с ракушками (исп. Casa de las Conchas) — здание в Саламанке, яркий образец испанского архитектурного стиля платереско, родившегося на стыке готики и ренессанса. Одна из выдающихся достопримечательностей средневекового города, неизменно привлекающая туристов своим ярким и оригинальным экстерьером.
Дом с ракушками строился на улице Компания с 1493 по 1517 годы. Владельцем дома был дон Родриго Мальдонадо де Талавера, рыцарь ордена Сантьяго, профессор права знаменитого университета Саламанки, впоследствии его ректор, член Королевского совета Кастилии.
Это было время окончательного разгрома мавров в Испании, начало долгожданного мира. Только в конце XV века города становятся безопасными, и знать может оставить свои замки и вернуться в городскую среду. Город возрождается, активно начинают строиться гражданские здания. Городской дворец становится символом власти дворянства. Дворцы ещё напоминают замки, в их архитектуре мы можем увидеть башни и зубцы. Внешние и внутренние стены украшаются эмблемами и символами владыки дворца, гордящегося своим статусом и демонстрирующего его другим гражданам.
Эмблема ордена Сантьяго — раковина морского гребешка. Раковина — это символ паломничества к могиле апостола Иакова в Сантьяго-де-Компостела, ими отмечены все основные вехи на паломническом пути. Такими резными каменными ракушками из золотистого известняка рыцарь ордена дон Родриго де Мальдонадо Талавера щедро покрыл фасад своего дома. Ракушки, числом более трёхсот, в шахматном порядке наложены на плоскость стены. Помимо ракушек, фасад украшен резным гербом Мальдонадо и щитами.
Была у Дома с ракушками и своя башня. Однако она простояла недолго. Король Карл I счёл её вызовом со стороны дона Мальдонадо, по его повелению в 1522 году она была укорочена на две трети, и сейчас практически не выделяется по высоте.
Стоит заглянуть и во внутренний двор Дома с ракушками. Здесь мы увидим изящную двухъярусную аркаду, лестницу, украшенную фигурами собаки, охраняющей жилище, медведя и льва, окна с кованными решётками, причудливую смесь готических, ренессансных и мавританских (мудехар) деталей декора. Крышу дома со стороны двора венчает гребень, состоящий из лилий, с горгульями. В центре мы увидим колодец, в средние века гарантировавший бесперебойное водоснабжение.
За пятьсот лет своей истории Дом с ракушками претерпел многочисленные перестройки. Одно время в подвале дома были камеры заключения для провинившихся студентов университета Саламанки. В 1929 году Дом с ракушками был объявлен национальным памятником. После реставрации, закончившейся в 1993 году, здесь расположилась государственная публичная библиотека.
В средние века было принято класть несколько монет в фундамент строящегося здания. Если верить легенде, под одним из фасадов Дома с ракушками лежит целая унция золота.